# Clasificatorias de Concacaf para la Copa Mundial Femenina de Fútbol Sub-17 de 2025
Las Clasificatorias Femeninas Sub-17 Concacaf de 2025 fue un torneo clasificatorio para la Copa Mundial Femenina de Fútbol Sub-17. El torneo juvenil fue organizado por Concacaf para los equipos nacionales sub-17 femeninos de la región de Norte, Centroamérica y el Caribe.
Los mejores cuatro equipos de la ronda final se clasificaron para la Copa Mundial Femenina Sub-17 de la FIFA de 2025 en Marruecos como representantes de la confederación.
Por primera vez desde 2008, no se realizó el Campeonato Femenino Sub-17 de la Concacaf, en donde el Campeonato servía también como un clasificatorio para la Copa Mundial Femenina de Fútbol Sub-17.

## Formato
Las Clasificatorias Femeninas Sub-17 Concacaf 2025 se divide en dos fases: ronda uno (27 de enero al 1 de febrero) y ronda final (31 de marzo al 6 de abril).
- Ronda uno:

Los equipos clasificados a partir del lugar 5 y menores en la Clasificación de Selecciones Femeninas Sub-17 de la CONCACAF, publicada el 1 de marzo de 2024, competirán en la primera ronda. Los equipos se dividirán en seis grupos. Al finalizar la fase de grupos cada ganador de grupo y los dos equipos mejor clasificados en segundo lugar avanzarán al torneo final.
Veintidós equipos competirán por ocho lugares disponibles para la fase final.
- Ronda final:

Participarán los mejores ocho equipos provenientes de la fase preliminar y los cuatro equipos mejor clasificados dentro de la Clasificación de Selecciones Femeninas Sub-17 de la CONCACAF, publicada el 1 de marzo de 2024: Estados Unidos, México, Canadá y Haití.
El torneo final se organizará en tres grupos de cuatro equipos, y cada ganador de grupo y el equipo mejor clasificado en segundo lugar se clasificarán para la Copa Mundial Femenina Sub-17 de la FIFA 2025.

## Ronda uno

### Sorteo preliminar
El sorteo preliminar se llevó a cabo el 16 de octubre de 2024 en la sede de la CONCACAF en Miami. Los bombos fueron ordenados de acuerdo a la Clasificación de Selecciones Femeninas Sub-17 de la CONCACAF publicada el 1 de marzo de 2024.
| Bombo 1                                                             | Bombo 2                                                         | Bombo 3                                                           | Bombo 4                                                                                         |
| ------------------------------------------------------------------- | --------------------------------------------------------------- | ----------------------------------------------------------------- | ----------------------------------------------------------------------------------------------- |
| Costa Rica Puerto Rico El Salvador Jamaica Panamá Trinidad y Tobago | Nicaragua Honduras Bermudas República Dominicana Cuba Guatemala | Granada Curazao San Cristóbal y Nieves Guyana Islas Caimán Belice | Islas Vírgenes de los Estados Unidos Anguila Islas Turcas y Caicos San Vicente y las Granadinas |

### Grupo A
Sede: Mayagüez, Puerto Rico.

| Equipo                       | Pts | PJ | PG | PE | PP | GF | GC | Dif | Clasificación |
| ---------------------------- | --- | -- | -- | -- | -- | -- | -- | --- | ------------- |
| Puerto Rico                  | 9   | 3  | 3  | 0  | 0  | 6  | 1  | 5   | Ronda final   |
| Bermudas                     | 6   | 3  | 2  | 0  | 1  | 8  | 3  | 5   | Ronda final   |
| Islas Caimán                 | 3   | 3  | 1  | 0  | 2  | 4  | 3  | 1   |               |
| San Vicente y las Granadinas | 0   | 3  | 0  | 0  | 3  | 1  | 12 | -11 |               |

| 27 de enero de 2025 | Bermudas               | 2:0     | Islas Caimán | Estadio José Antonio Figueroa Freyre, Mayagüez |                           |
| 16:00               | - Outerbridge 43', 53' | Reporte |              | Árbitra: Saphire Stockman                      | Árbitra: Saphire Stockman |

| 27 de enero de 2025 | Puerto Rico                    | 3:0     | San Vicente y las Granadinas | Estadio José Antonio Figueroa Freyre, Mayagüez |                         |
| 19:00               | - Garnett 3', 7' - Centeno 21' | Reporte |                              | Árbitra: Ximena Márquez                        | Árbitra: Ximena Márquez |

| 29 de enero de 2025 | Islas Caimán | 0:1     | Puerto Rico     | Estadio José Antonio Figueroa Freyre, Mayagüez |                      |
| 16:00               |              | Reporte | - Poidomani 38' | Árbitra: Miriam León                           | Árbitra: Miriam León |

| 29 de enero de 2025 | San Vicente y las Granadinas | 1:5     | Bermudas                                                             | Estadio José Antonio Figueroa Freyre, Mayagüez |                       |
| 19:00               | - Hunte 31'                  | Reporte | - Welch 60' - Gibbons-Thomas 62', 85' - Patton 77' - Lightbourne 89' | Árbitra: Cecile Hinds                          | Árbitra: Cecile Hinds |

| 31 de enero de 2025 | Puerto Rico                 | 2:1     | Bermudas  | Estadio José Antonio Figueroa Freyre, Mayagüez |                         |
| 16:00               | - Garnett 33' - Colón 90+5' | Reporte | Welch 59' | Árbitra: Ximena Márquez                        | Árbitra: Ximena Márquez |

| 31 de enero de 2025 | Islas Caimán                                 | 4:0     | San Vicente y las Granadinas | Estadio José Antonio Figueroa Freyre, Mayagüez |                           |
| 19:00               | - De Quintal 18', 59', 67' - O. Ridley 45+3' | Reporte |                              | Árbitra: Saphire Stockman                      | Árbitra: Saphire Stockman |

### Grupo B
Sede: Couva, Trinidad y Tobago.

| Equipo                    | Pts | PJ | PG | PE | PP | GF | GC | Dif | Clasificación |
| ------------------------- | --- | -- | -- | -- | -- | -- | -- | --- | ------------- |
| Honduras                  | 9   | 3  | 3  | 0  | 0  | 7  | 0  | 7   | Ronda final   |
| Trinidad y Tobago         | 6   | 3  | 2  | 0  | 1  | 7  | 1  | 6   | Ronda final   |
| Belice                    | 3   | 3  | 1  | 0  | 2  | 3  | 4  | -1  |               |
| Islas Vírgenes de EE. UU. | 0   | 3  | 0  | 0  | 3  | 0  | 12 | -12 |               |

| 27 de enero de 2025 | Honduras                     | 2:0     | Belice | Estadio Ato Boldon, Couva |                           |
| 16:00               | - Sánchez 6' - Merriam 90+4' | Reporte |        | Árbitra: Kenisha Prescott | Árbitra: Kenisha Prescott |

| 27 de enero de 2025 | Trinidad y Tobago                           | 5:0     | Islas Vírgenes de EE. UU. | Estadio Ato Boldon, Couva |                       |
| 19:00               | - Martin 27', 30', 60', 67' - Lee Chong 89' | Reporte |                           | Árbitra: Glenda López     | Árbitra: Glenda López |

| 29 de enero de 2025 | Islas Vírgenes de EE. UU. | 0:4     | Honduras                                       | Estadio Ato Boldon, Couva |                       |
| 16:00               |                           | Reporte | - Sánchez 10', 16' - Merriam 54' - Mercado 67' | Árbitra: Portia Davis     | Árbitra: Portia Davis |

| 29 de enero de 2025 | Belice | 0:2     | Trinidad y Tobago          | Estadio Ato Boldon, Couva   |                             |
| 19:00               |        | Reporte | - Steele 30' - Gittens 49' | Árbitra: Smeedly Saint-Jean | Árbitra: Smeedly Saint-Jean |

| 31 de enero de 2025 | Belice              | 3:0     | Islas Vírgenes de EE. UU. | Estadio Ato Boldon, Couva |                           |
| 16:00               | Smith 13', 34', 60' | Reporte |                           | Árbitra: Kenisha Prescott | Árbitra: Kenisha Prescott |

| 31 de enero de 2025 | Trinidad y Tobago | 0:1     | Honduras              | Estadio Ato Boldon, Couva |                       |
| 19:00               |                   | Reporte | Ramírez Guardiola 76' | Árbitra: Glenda López     | Árbitra: Glenda López |

### Grupo C
Sede: Santo Domingo, República Dominicana.

| Equipo                | Pts | PJ | PG | PE | PP | GF | GC | Dif | Clasificación |
| --------------------- | --- | -- | -- | -- | -- | -- | -- | --- | ------------- |
| Panamá                | 9   | 3  | 3  | 0  | 0  | 20 | 4  | 16  | Ronda final   |
| Cuba                  | 6   | 3  | 2  | 0  | 1  | 9  | 9  | 0   |               |
| Guyana                | 3   | 3  | 1  | 0  | 2  | 10 | 6  | 4   |               |
| Islas Turcas y Caicos | 0   | 3  | 0  | 0  | 3  | 1  | 21 | -20 |               |

| 27 de enero de 2025 | Cuba                    | 2:1     | Guyana      | Estadio Olímpico Félix Sánchez, Santo Domingo |                          |
| 16:00               | - López 45' - Calvo 64' | Reporte | Chasles 56' | Árbitra: Itzel Hernández                      | Árbitra: Itzel Hernández |

| 27 de enero de 2025 | Panamá                                                                                                   | 9:0     | Islas Turcas y Caicos | Estadio Olímpico Félix Sánchez, Santo Domingo |                            |
| 19:00               | - Arosemena 3' - Zapata 31' - Onodera 38', 54' - Machado 68' - Yee 77' - Mow 79', 86' - Montenegro 90+2' | Reporte |                       | Árbitra: Nathalya Williams                    | Árbitra: Nathalya Williams |

| 29 de enero de 2025 | Islas Turcas y Caicos | 0:5 | Cuba                                                          | Estadio Olímpico Félix Sánchez, Santo Domingo |                         |
| 16:00               |                       |     | - Borrego 13' (pen.), 47' (pen.) - Reyes 41', 83' - López 86' | Árbitra: Marjorie Ponce                       | Árbitra: Marjorie Ponce |

| 29 de enero de 2025 | Guyana                       | 2:3 | Panamá                              | Estadio Olímpico Félix Sánchez, Santo Domingo |                          |
| 19:00               | - Pasvolsky 12' - Chatta 83' |     | - Mow 2' - Ovalle 7' - Magallón 73' | Árbitra: Neressa Goldson                      | Árbitra: Neressa Goldson |

| 31 de enero de 2025 | Guyana                                                                 | 7:1 | Islas Turcas y Caicos | Estadio Olímpico Félix Sánchez, Santo Domingo |                            |
| 16:00               | - Chasles 16', 21' - Sookdeo 20', 54' - Joseph 24', 41' - Benjamin 57' |     | Jackson 71'           | Árbitra: Nathalya Williams                    | Árbitra: Nathalya Williams |

| 31 de enero de 2025 | Panamá                                                                       | 8:2 | Cuba                     | Estadio Olímpico Félix Sánchez, Santo Domingo |                          |
| 19:00               | - Mow 6', 12', 71' - Magallón 8', 82' - Onodera 18', 27' (pen.) - Zapata 70' |     | - Calvo 24' - Orozco 44' | Árbitra: Itzel Hernández                      | Árbitra: Itzel Hernández |

### Grupo D
Sede: Managua, Nicaragua.

| Equipo      | Pts | PJ | PG | PE | PP | GF | GC | Dif | Clasificación |
| ----------- | --- | -- | -- | -- | -- | -- | -- | --- | ------------- |
| El Salvador | 9   | 3  | 0  | 0  | 0  | 22 | 0  | 22  | Ronda final   |
| Guatemala   | 6   | 3  | 2  | 0  | 1  | 8  | 8  | 0   |               |
| Curazao     | 3   | 3  | 1  | 0  | 2  | 6  | 11 | -5  |               |
| Anguila     | 0   | 3  | 0  | 0  | 3  | 2  | 19 | -17 |               |

| 27 de enero de 2025 | El Salvador                                                                                  | 9:0     | Anguila | Estadio Nacional de Fútbol, Managua |                         |
| 16:00               | - Carrillo 6' - Salgado 8', 40' - Buerger 30', 36', 54', 82' - Rodríguez 34' - Alvarenga 48' | Reporte |         | Árbitra: Priscila Pérez             | Árbitra: Priscila Pérez |

| 27 de enero de 2025 | Guatemala                                      | 3:1     | Curazao         | Estadio Nacional de Fútbol, Managua |                        |
| 19:00               | - Mayorga 2' - Galindo 32' (pen.) - Franco 88' | Reporte | - Alexandre 15' | Árbitra: Belkis Flores              | Árbitra: Belkis Flores |

| 29 de enero de 2025 | Anguila | 0:5 | Guatemala                                                                        | Estadio Nacional de Fútbol, Managua |                      |
| 16:00               |         |     | - Galindo 22' - Vanterpool 39' (a.g.) - Moreno 55' - Lico 69' (a.g.) - Godoy 76' | Árbitra: Moïka Calme                | Árbitra: Moïka Calme |

| 29 de enero de 2025 | Curazao | 0:6 | El Salvador                                                        | Estadio Nacional de Fútbol, Managua |                         |
| 19:00               |         |     | - Carrillo 9', 17' - Buerger 15', 28' - Castro 75' - Rodríguez 83' | Árbitra: Karitza Guerra             | Árbitra: Karitza Guerra |

| 31 de enero de 2025 | Curazao                                                         | 5:2 | Anguila                                    | Estadio Nacional de Fútbol, Managua |                        |
| 16:00               | - Cristina 25', 48', 70' - Martis Nocento 35' - Koko 60' (pen.) |     | - Gaskin 8' - McCormack-Fleming 44' (pen.) | Árbitra: Belkis Flores              | Árbitra: Belkis Flores |

| 31 de enero de 2025 | El Salvador                                                                                | 7:0 | Guatemala | Estadio Nacional de Fútbol, Managua |                         |
| 19:00               | - Buerger 22', 50' - Carrillo 27', 41' - Rodríguez 35' - Santos 78' - Rodríguez 86' (a.g.) |     |           | Árbitra: Priscila Pérez             | Árbitra: Priscila Pérez |

### Grupo E
Sede: Managua, Nicaragua.

| Equipo                 | Pts | PJ | PG | PE | PP | GF | GC | Dif | Clasificación |
| ---------------------- | --- | -- | -- | -- | -- | -- | -- | --- | ------------- |
| Nicaragua              | 6   | 2  | 2  | 0  | 0  | 6  | 1  | 5   | Ronda final   |
| Jamaica                | 3   | 2  | 1  | 0  | 1  | 7  | 2  | 5   |               |
| San Cristóbal y Nieves | 0   | 2  | 0  | 0  | 2  | 0  | 10 | -10 |               |

| 28 de enero de 2025 | San Cristóbal y Nieves | 0:4     | Nicaragua                                                | Estadio Nacional de Fútbol, Managua |                          |
| 19:00               |                        | Reporte | - Quintanilla 20' - Zavala 43' - Miranda 87' - Lau 90+4' | Árbitra: Isabelle Duclos            | Árbitra: Isabelle Duclos |

| 30 de enero de 2025 | Jamaica                                                            | 6:0 | San Cristóbal y Nieves | Estadio Nacional de Fútbol, Managua |                      |
| 19:00               | - Wilson 4', 58', 61' - Turner 33' - Provost-Heron 47' - Pryce 73' |     |                        | Árbitra: Diana Pérez                | Árbitra: Diana Pérez |

| 1 de febrero de 2025 | Nicaragua                 | 2:1 | Jamaica           | Estadio Nacional de Fútbol, Managua |                          |
| 19:00                | - Flores 3' - Canales 75' |     | Provost-Heron 33' | Árbitra: Isabelle Duclos            | Árbitra: Isabelle Duclos |

### Grupo F
Sede: Santo Domingo, República Dominicana.

| Equipo               | Pts | PJ | PG | PE | PP | GF | GC | Dif | Clasificación |
| -------------------- | --- | -- | -- | -- | -- | -- | -- | --- | ------------- |
| Costa Rica           | 6   | 2  | 2  | 0  | 0  | 10 | 0  | 10  | Ronda final   |
| República Dominicana | 3   | 2  | 1  | 0  | 1  | 5  | 3  | 2   |               |
| Granada              | 0   | 2  | 0  | 0  | 2  | 0  | 12 | -12 |               |

| 28 de enero de 2025 | Granada | 0:5     | República Dominicana                                                | Estadio Olímpico Félix Sánchez, Santo Domingo |                        |
| 19:00               |         | Reporte | - J. Martínez 16' - P. Martínez 18' - Torres 22', 49' - Espinal 25' | Árbitra: Kedeen Foster                        | Árbitra: Kedeen Foster |

| 30 de enero de 2025 | Costa Rica                                                                           | 7:0 | Granada | Estadio Olímpico Félix Sánchez, Santo Domingo |                         |
| 19:00               | - Paniagua 6', 40' - Ruiz 11' - Ocampo 13' - Lindo 23' - Azofeifa 31' - Chaverri 38' |     |         | Árbitra: Sandra Benítez                       | Árbitra: Sandra Benítez |

| 1 de febrero de 2025 | República Dominicana | 0:3 | Costa Rica                               | Estadio Olímpico Félix Sánchez, Santo Domingo |                         |
| 19:00                |                      |     | - Medina 28' - Alfaro 58' - Paniagua 59' | Árbitra: Marjorie Ponce                       | Árbitra: Marjorie Ponce |

### Mejores segundos
La clasificación de los mejores segundos lugares se determinará mediante un sistema de puntos ponderados, priorizando el número total de puntos ganados y dividido por el número de partidos jugados.
Los dos mejores segundos lugares avanzan a la Ronda final.
| Equipo               | Pts. | PJ | PG | PE | PP | GF | GC | Dif | PPts. |
| -------------------- | ---- | -- | -- | -- | -- | -- | -- | --- | ----- |
| Trinidad y Tobago    | 6    | 3  | 2  | 0  | 1  | 7  | 1  | 6   | 2.0   |
| Bermudas             | 6    | 3  | 2  | 0  | 1  | 8  | 3  | 5   | 2.0   |
| Cuba                 | 6    | 3  | 2  | 0  | 1  | 9  | 9  | 0   | 2.0   |
| Guatemala            | 6    | 3  | 2  | 0  | 1  | 8  | 8  | 0   | 2.0   |
| Jamaica              | 3    | 2  | 1  | 0  | 1  | 7  | 2  | 5   | 1.5   |
| República Dominicana | 3    | 2  | 1  | 0  | 1  | 5  | 3  | 2   | 1.5   |

## Ronda final
Los mejores ocho equipos en la fase preliminar avanzaron a la fase final, donde se unirán a Estados Unidos, México, Canadá y Haití quienes eran los cuatro mejores posicionados en la Clasificación de Selecciones Nacionales Femeninas Sub-17 de la Concacaf publicada el 1 de marzo de 2024.

### Equipos participantes
Participarán doce equipos nacionales de fútbol afiliadas a la Concacaf, divididas en tres grupos.
| Equipos participantes | Equipos participantes | Equipos participantes | Equipos participantes | Equipos participantes |
| --------------------- | --------------------- | --------------------- | --------------------- | --------------------- |
| Bermudas              | El Salvador           | Honduras              | Panamá                |                       |
| Canadá                | Estados Unidos        | México                | Puerto Rico           |                       |
| Costa Rica            | Haití                 | Nicaragua             | Trinidad y Tobago     |                       |

### Sorteo final
El sorteo se realizó el 24 de febrero de 2025 en Miami, Estados Unidos, sede de la Concacaf. Los bombos fueron ordenados de la siguiente manera: los cuatro mejores equipos clasificados directamente al torneo final se colocaron en los primeros dos bombos. Los equipos clasificados desde la fase preliminar se ordenaron de acuerdo a la Clasificación de Selecciones Nacionales Femeninas Sub-17 de la Concacaf publicada el 4 de febrero de 2025.
Los equipos coanfitriones del torneo no podrán quedar encuadrados en el mismo grupo.
Nicaragua reemplazó a Panamá como sede el 3 de marzo de 2024.
| Bombo 1                      | Bombo 2                       | Bombo 3                    | Bombo 4                              |
| ---------------------------- | ----------------------------- | -------------------------- | ------------------------------------ |
| Estados Unidos México Canadá | Haití Puerto Rico El Salvador | Costa Rica Panamá Honduras | Nicaragua Trinidad y Tobago Bermudas |

### Sedes
La Concacaf anunció el 3 de marzo de 2025 que Nicaragua sería sede del Grupo B. Managua reemplazará al Estadio Rommel Fernández en Ciudad de Panamá, el cual previamente se anunció como una de las sedes de la ronda final.
| Toluca Managua Couva | Toluca                                        | Managua                    | Couva              |
| -------------------- | --------------------------------------------- | -------------------------- | ------------------ |
| Toluca Managua Couva | Grupo A                                       | Grupo B                    | Grupo C            |
| Toluca Managua Couva | Campo 1 - Federación Mexicana de Fútbol (FMF) | Estadio Nacional de Fútbol | Estadio Ato Boldon |

## Fase de grupos
– Clasificada directamente a la Copa Mundial Femenina Sub-17 de 2025.

     – Clasificada a la Copa Mundial Femenina Sub-17 de 2025 como mejor segundo lugar.
- Todos los horarios corresponden a la hora local.

### Grupo A
| Equipo     | Pts. | PJ | PG | PE | PP | GF | GC | Dif |
| ---------- | ---- | -- | -- | -- | -- | -- | -- | --- |
| México     | 9    | 3  | 3  | 0  | 0  | 21 | 0  | 21  |
| Costa Rica | 6    | 3  | 2  | 0  | 1  | 17 | 5  | 12  |
| Haití      | 3    | 3  | 1  | 0  | 2  | 4  | 21 | -17 |
| Bermudas   | 0    | 3  | 0  | 0  | 3  | 2  | 18 | -16 |

| 31 de marzo de 2025 | Haití | 0:8 (0:5) | Costa Rica                                                                                  | Campo 1 - FMF, Toluca   |                         |
| 12:00               |       | Reporte   | - Solano 19' - Paniagua 27', 39', 45+4' - Alfaro 45+2' - Recio 61' - Medina 70' - Lindo 84' | Árbitra: Sandra Benítez | Árbitra: Sandra Benítez |

| 31 de marzo de 2025 | México                                                                      | 5:0 (2:0) | Bermudas | Campo 1 - FMF, Toluca |                       |
| 15:00               | - Reyes 15' - J. Solís 16' - Miyazato 49' - Vázquez 52' - Villalpando 90+9' | Reporte   |          | Árbitra: Glenda López | Árbitra: Glenda López |

| 2 de abril de 2025 | Bermudas      | 1:4 (0:3) | Haití                                                       | Campo 1 - FMF, Toluca    |                          |
| 12:00              | Samuels 90+4' | Reporte   | - Étienne 14' (pen.), 27' - Désert 17' - Piquion 82' (pen.) | Árbitra: Danielle Chesky | Árbitra: Danielle Chesky |

| 2 de abril de 2025 | Costa Rica | 0:4 (0:3) | México                                                        | Campo 1 - FMF, Toluca  |                        |
| 15:00              |            | Reporte   | - Reyes 28' (pen.), 78' (pen.) - J. Solís 31' - Sánchez 45+1' | Árbitra: Adorae Monroy | Árbitra: Adorae Monroy |

| 5 de abril de 2025 | Costa Rica | 9:1 (5:1) | Bermudas  | Campo 1 - FMF, Toluca  |                        |
| 12:00              | - Paniagua 11' (pen.) - Ocampo 20', 48' - Ruiz 28' - Medina 30', 52', 72' - Simons 45+2' (a.g.) - Murillo 90+3' | Reporte   | Sealey 4' | Árbitra: Adorae Monroy | Árbitra: Adorae Monroy |

| 5 de abril de 2025 | México | 12:0 (7:0) | Haití | Campo 1 - FMF, Toluca |                       |
| 15:00              | - Larco 3' (a.g.) - Reyes 4', 9' - Stack 4', 23' - González 25' - J. Solís 33' - M. Solís 46', 86', 90+4' - Miyazato 55' - Núñez 62' | Reporte    |       | Árbitra: Glenda López | Árbitra: Glenda López |

### Grupo B
| Equipo      | Pts. | PJ | PG | PE | PP | GF | GC | Dif |
| ----------- | ---- | -- | -- | -- | -- | -- | -- | --- |
| Canadá      | 9    | 3  | 3  | 0  | 0  | 10 | 2  | 8   |
| Puerto Rico | 6    | 3  | 2  | 0  | 1  | 12 | 4  | 8   |
| Panamá      | 3    | 3  | 1  | 0  | 2  | 3  | 8  | -5  |
| Nicaragua   | 0    | 3  | 0  | 0  | 3  | 0  | 11 | -11 |

| 1 de abril de 2025 | Puerto Rico                                          | 6:1 (4:1) | Panamá          | Estadio Nacional de Fútbol, Managua |                        |
| 16:00              | - Falcón 1', 47' - Garnett 16', 20', 21' - Adame 70' | Reporte   | Foye 26' (a.g.) | Árbitra: Alex Billeter              | Árbitra: Alex Billeter |

| 1 de abril de 2025 | Canadá                                                                | 5:0 (3:0) | Nicaragua | Estadio Nacional de Fútbol, Managua |                            |
| 19:00              | - Kindel 18' - Kekić 34' - Hunter 41' - Chisholm 49' - Donnelly 90+4' | Reporte   |           | Árbitra: Shandor Wilkinson          | Árbitra: Shandor Wilkinson |

| 3 de abril de 2025 | Panamá | 0:2 (0:1) | Canadá                 | Estadio Nacional de Fútbol, Managua |                               |
| 16:00              |        | Reporte   | - Kekić 35' - Reda 60' | Árbitra: Priscila Pérez Borja       | Árbitra: Priscila Pérez Borja |

| 3 de abril de 2025 | Nicaragua | 0:4 (0:1) | Puerto Rico                                              | Estadio Nacional de Fútbol, Managua |                           |
| 19:00              |           | Reporte   | - Walton 35' - Russell 55' - Garnett 59' - Feliciano 87' | Árbitra: Saphire Stockman           | Árbitra: Saphire Stockman |

| 6 de abril de 2025 | Canadá                                    | 3:2 (1:1) | Puerto Rico     | Estadio Nacional de Fútbol, Managua |                            |
| 16:00              | - Bader 45+5' - Chisholm 71' - Hunter 74' | Reporte   | Falcón 45', 57' | Árbitra: Shandor Wilkinson          | Árbitra: Shandor Wilkinson |

| 6 de abril de 2025 | Panamá                 | 2:0 (1:0) | Nicaragua | Estadio Nacional de Fútbol, Managua |                        |
| 19:00              | - Onodera 3' - Mow 71' | Reporte   |           | Árbitra: Alex Billeter              | Árbitra: Alex Billeter |

### Grupo C
| Equipo            | Pts. | PJ | PG | PE | PP | GF | GC | Dif |
| ----------------- | ---- | -- | -- | -- | -- | -- | -- | --- |
| Estados Unidos    | 9    | 3  | 3  | 0  | 0  | 17 | 0  | 17  |
| El Salvador       | 4    | 3  | 1  | 1  | 1  | 5  | 8  | -3  |
| Honduras          | 4    | 3  | 1  | 1  | 1  | 3  | 9  | -6  |
| Trinidad y Tobago | 0    | 3  | 0  | 0  | 3  | 1  | 9  | -8  |

| 31 de marzo de 2025 | El Salvador | 1:1 (1:0) | Honduras    | Ato Boldon Stadium, Couva |                         |
| 16:00               | Buerger 13' | Reporte   | Sánchez 61' | Árbitra: Marjorie Ponce   | Árbitra: Marjorie Ponce |

| 31 de marzo de 2025 | Estados Unidos                            | 3:0 (0:0) | Trinidad y Tobago | Ato Boldon Stadium, Couva |                          |
| 19:00               | - Anderson 63' - Johnson 78' - Sadler 90' | Reporte   |                   | Árbitra: Neressa Goldson  | Árbitra: Neressa Goldson |

| 2 de abril de 2025 | Honduras | 0:7 (0:1) | Estados Unidos                                                                            | Ato Boldon Stadium, Couva |                        |
| 16:00              |          | Reporte   | - Ascanio 45' - Johnson 47' - Anderson 51', 74' - Cecil 56' - Kennedy 60' - Rodriguez 65' | Árbitra: Dilia Bradley    | Árbitra: Dilia Bradley |

| 2 de abril de 2025 | Trinidad y Tobago | 0:4 (0:0) | El Salvador                                      | Ato Boldon Stadium, Couva |                          |
| 19:00              |                   | Reporte   | - Salgado 58' - Buerger 61' - Alvarenga 86', 90' | Árbitra: Suleimy Linares  | Árbitra: Suleimy Linares |

| 5 de abril de 2025 | Estados Unidos                                                                                    | 7:0 (2:0) | El Salvador | Ato Boldon Stadium, Couva |                         |
| 16:00              | - Johnson 10', 55' (pen.) - Antonucci 30' - Anderson 47' - Rodriguez 49' - Touray 58' - Milam 74' | Reporte   |             | Árbitra: Marjorie Ponce   | Árbitra: Marjorie Ponce |

| 5 de abril de 2025 | Honduras                           | 2:1 (1:1) | Trinidad y Tobago | Ato Boldon Stadium, Couva |                        |
| 19:00              | - Merriam 3' (pen.) - Santos 90+1' | Reporte   | Sealey 45+4'      | Árbitra: Dilia Bradley    | Árbitra: Dilia Bradley |

### Mejor segundo
| Equipo      | Pts. | PJ | PG | PE | PP | GF | GC | Dif |
| ----------- | ---- | -- | -- | -- | -- | -- | -- | --- |
| Costa Rica  | 6    | 3  | 2  | 0  | 1  | 17 | 5  | 12  |
| Puerto Rico | 6    | 3  | 2  | 0  | 1  | 12 | 4  | 8   |
| El Salvador | 4    | 3  | 1  | 1  | 1  | 5  | 8  | -3  |

## Estadísticas

### Tabla general
| Equipo | Equipo            | Pts. | PJ | PG | PE | PP | GF | GC | Dif. |
| ------ | ----------------- | ---- | -- | -- | -- | -- | -- | -- | ---- |
| 1      | México            | 9    | 3  | 3  | 0  | 0  | 21 | 0  | 21   |
| 2      | Estados Unidos    | 9    | 3  | 3  | 0  | 0  | 17 | 0  | 17   |
| 3      | Canadá            | 9    | 3  | 3  | 0  | 0  | 10 | 2  | 8    |
| 4      | Costa Rica        | 6    | 3  | 2  | 0  | 1  | 17 | 5  | 12   |
| 5      | Puerto Rico       | 6    | 3  | 2  | 0  | 1  | 12 | 4  | 8    |
| 6      | El Salvador       | 4    | 3  | 1  | 1  | 1  | 5  | 8  | -3   |
| 7      | Honduras          | 4    | 3  | 1  | 1  | 1  | 3  | 9  | -6   |
| 8      | Panamá            | 3    | 3  | 1  | 0  | 2  | 3  | 8  | -5   |
| 9      | Haití             | 3    | 3  | 1  | 0  | 2  | 4  | 21 | -17  |
| 10     | Trinidad y Tobago | 0    | 3  | 0  | 0  | 3  | 1  | 9  | -8   |
| 11     | Nicaragua         | 0    | 3  | 0  | 0  | 3  | 0  | 11 | -11  |
| 12     | Bermudas          | 0    | 3  | 0  | 0  | 3  | 2  | 18 | -16  |

### Goleadoras
Goleadoras en la ronda final.
| Jugadora          | Equipo         | Goles |
| ----------------- | -------------- | ----- |
| Citlalli Reyes    | México         | 5     |
| Ashlyn Anderson   | Estados Unidos | 4     |
| Giselle Falcón    | Puerto Rico    | 4     |
| Gabriella Garnett | Puerto Rico    | 4     |
| Micayla Johnson   | Estados Unidos | 4     |
| Nubia Medina      | Costa Rica     | 4     |
| Lucía Paniagua    | Costa Rica     | 4     |
| Joselyn Solís     | México         | 3     |
| Miranda Solís     | México         | 3     |

## Clasificados a laCopa Mundial Femenina Sub-17 de 2025
| Bandera de Estados Unidos | Bandera de México | Bandera de Canadá | Bandera de Costa Rica |
| Estados Unidos            | México            | Canadá            | Costa Rica            |

## Reconocimientos
MEJOR XI
| Portera      | Defensoras                                    | Mediocampistas                                            | Delanteras                                   |
| ------------ | --------------------------------------------- | --------------------------------------------------------- | -------------------------------------------- |
| Olivia Busby | Berenice Ibarra Pearl Cecil Adrianna González | Giselle Falcón Citlalli Reyes Lucía Paniagua Maya Buerger | Micayla Johnson Ashlyn Anderson Nubia Medina |